# Imareddihalli, Chintamani
Imareddihalli là một làng thuộc tehsil Chintamani, huyện Chikkaballapur, bang Karnataka, Ấn Độ.